# Ferran Truyols
Ferran Truyols Despuig (Palma de Mallorca, 21 de octubre de 1850 - id. 14 de febrero de 1923) fue un aristócrata y político español, caballero de la Orden de Calatrava, hijo de Francisco Truyols Salas, Marqués de la Torre. En 1899 fue uno de los herederos de la condesa de Peralada, Juana Adelaida Rocabertí de Dameto, y tuvo la propiedad tanto del castillo de Bendinat, en Calviá, Mallorca, como del archivo del condado. Fue elegido diputado al Congreso por el Partido Conservador por el distrito electoral de Palma en las elecciones generales de 1903, y senador entre 1907 y 1908 y 1910-1911. Fue abuelo de Jordi Truyols Dezcallar.